# Ciberespaço
Ciberespaço é um espaço existente no mundo de comunicação em que não é necessária a presença física do homem para constituir a comunicação como fonte de relacionamento, dando  ênfase ao ato da imaginação, necessária para a criação de uma imagem anônima, que terá comunhão com os demais. É o espaço virtual para a comunicação que surge da interconexão das redes de dispositivos digitais interligados no planeta, incluindo seus documentos, programas e dados, portanto não se refere apenas à infraestrutura material da comunicação digital, mas também ao universo de informações que ela abriga. O conceito de ciberespaço, ao mesmo tempo, inclui os sujeitos e instituições que participam da interconectividade e o espaço que interliga pessoas, documentos e máquinas. O ciberespaço representa a capacidade dos indivíduos de se relacionar criando redes que estão cada vez mais conectadas a um número maior de pontos, tornando-se as fontes de informação mais acessíveis. Porém, o ciberespaço se compreende não só como um ambiente de divulgação de informação, mas também de entretenimento e cultura, no qual os indivíduos podem expressar suas singularidades e, ao mesmo tempo, se relacionar criando novas e diversas pluralidades. Isto é possível porque o ciberespaço é considerado um espaço de acesso livre e descentralizado, onde todos os tipos de texto, voz, imagens, vídeos, etc. são traduzidos a uma única linguagem: a informática.
Apesar da internet ser o principal ambiente do ciberespaço, devido a sua popularização e sua natureza de hipertexto, o ciberespaço também pode ocorrer na relação do homem com outras tecnologias: celular, pagers, comunicação entre radioamadores e por serviços do tipo “tele-amigos”, por exemplo. (JUNGBLUT, 2004; GUIMARÃES JR., 1999).
Também conhecido como Cyberespaço, termo muito comum na ficção científica, possui variações para vários outras denominações referente à Internet, Cyberpoeta, Cyberpunk, Cibercultura e outros mais.
Não dá para negar que a revolução cibernética-tecnológica afeta os mais variados aspectos da vida cotidiana, com a inserção de contextos virtuais, como círculos eletrônicos de amizade, por meio de comunidades virtuais, e da possibilidade de “navegar” pelo mundo, tornando o presente cada vez mais próximo da ideia de aldeia global. Porém foi na última metade do século XX, com o surgimento da rede digital e do ciberespaço, que foi explicitada a possibilidade de virtualização e o virtual passou a ser um traço inquestionável nas práticas sociais.
Gabriela Passoli afirma que o ciberespaço diz respeito a uma forma de virtualização informacional em rede. Por meio da tecnologia, os homens, mediados pelos computadores, passam a criar conexões e relacionamentos capazes de fundar um espaço de sociabilidade virtual.
A autora também define que o espaço cibernético, ou seja, o ciberespaço intensificou transformações sociais nos mais diversos campos da atividade humana. Manuel Castells, por exemplo, chama esse acontecimento de sociedade em rede. Em resumo, podemos dizer que o ciberespaço constituiu-se um novo espaço de sociabilidade que é não-presencial e que possui impactos importantes na produção de valor, nos conceitos éticos e morais e nas relações humanas.

## Origem
O termo ciberespaço foi criado em 1984 por William Gibson, um escritor norte-americano que mudou-se para o Canadá, que usou o termo em seu livro de ficção científica, Neuromancer. Este livro trata de uma realidade que se constitui através da produção de um conjunto de tecnologias, enraizadas na sociedade, e que acaba por modificar estruturas e princípios desta e dos indivíduos que nela estão inseridos.
O ciberespaço é definido como “o espaço de comunicação aberto pela interconexão mundial dos computadores e das memórias dos computadores” (LÉVY, 1999, pág. 92). Trata-se de um novo meio de comunicação estruturado.

## O Ciberespaço e a (ciber)cidade
Dentre as inúmeras metáforas utilizadas para explicar a experiência virtual, nenhuma parece alcançar mais êxito do que a da cidade. Quando se fala em “congestionamentos” de rede, ou se usa termos como “cidade de bits”, “cidadãos-rede” ou “homepages”, nota-se uma especial facilidade de compreensão dessas figuras de linguagem. Essa aparente proximidade de significados aponta para um possível paralelismo entre as chamadas realidade “real” e “virtual”.
Tentativas bem sucedidas de estabelecer essa relação entre o mundo físico das cidades e o ciberespaço já acontecem frequentemente. Representam um bom exemplo disso as empresas que decidiram abrir “filiais” no popular jogo Second Life, bem como os cidadãos comuns que criam sua imagem pessoal virtual (avatar), com a qual dirigem carros, viajam, conhecem lugares, estabelecem negócios e interagem com outras representações virtuais de indivíduos reais.
A relação da cidade real com o ciberespaço vai além das possibilidades de representações tridimensionais da nossa experiência espacial cotidiana. A metáfora abrange o funcionamento da web, onde cada usuário que ali “transita” o faz de acordo com interesses e necessidades pessoais mas, ao mesmo tempo, a atividade de todos em conjunto acaba contribuindo para a movimentação, para a “vida” do ciberespaço, exatamente da maneira como ocorre na cidade real. Daí é que surge o termo “cibercidade”, que designa a cidade virtual que funciona de forma semelhante à cidade real. Além disso, mesmo os usuários menos familiarizados conseguem perceber, no funcionamento da web, a existência de ligações – os links – que funcionam como transições de espaço entre uma página e outra, identificando um percurso percorrido. Tudo isso só tende a reforçar a similaridade do ciberespaço com um espaço real organizado e, de certa maneira, povoado.
O ambiente virtual encontra-se sempre em movimento e transformação, pois não é um espaço fixo e irreversível, muito pelo contrário o ciberespaço tende à uma recriação e atualização constantes como consequência das relações estabelecidas entre pessoas, documentos e máquinas que nele se interligam. Porém, é importante salientar que embora seja um espaço virtual, ele também é real. Por isso, alguns autores utilizam a noção de “território” para definir o ciberespaço e ressaltar a ideia de um lugar com localização concreta (os bits e bytes) que tem uma determinada configuração a qual gera diferentes relações entre seus componentes. É interessante destacar que essa forma de compreender o ciberespaço como território questiona as tradicionais noções do que é ou não real, pois com ele conceitos como comunicação, mobilidade, distância, proximidade, espaço público e privado, adquirem outros significados que afetam a vida das pessoas de diversas formas.

## Desdobramentos
Já há algum tempo, discute-se a maneira como o surgimento da web contribuiu para a abolição de fronteiras, a relativização de distancias e a dinamização da comunicação. Porém, como um fenômeno de massa, a consolidação da existência do ciberespaço acabou por impulsionar inúmeras transformações também em outras áreas sociais, como a cultura, com o surgimento e o desenvolvimento da cibercultura, na economia, com o surgimento de mercados que negociam produtos exclusivamente virtuais, dentre outros. O acelerado desenvolvimento da tecnologia digital provoca significativas mudanças nos modos de percepção, pensamento e ação no mundo a que denominamos real, além das modificações nas esferas social, política e econômica da vida mundial. O espaço e o tempo são os aspectos que adquirem maior importância na discussão acerca da influência das novas tecnologias digitais de comunicação nas formas da percepção humana.
No ciberespaço, há uma maior distorção da percepção do espaço e do tempo. Maior porque este evento já havia sido inaugurado por outras formas de comunicação, como o cinema. Os limites entre o real e o imaginário, entre o próximo e o distante, tornam-se cada vez menos perceptíveis.
“Um fórum privilegiado para a abordagem dos possíveis reflexos e desdobramentos do desenvolvimento dos sistemas de realidade virtual e das redes digitais de comunicação sobre os estatutos do espaço e do tempo é o chamado 'ciberespaço' - aqui entendido como o conjunto de informações codificadas binariamente que transita em circuitos digitais e redes de transmissão.” A rapidez com que o ciberespaço se desenvolve, unida ao meio supostamente acessível e democrático que este representa, torna possível uma verdadeira revolução social, com desdobramentos múltiplos que tendem a exercer uma interferência cada vez maior na vida dos indivíduos.